# Angtoria
Gli Angtoria sono stati band heavy metal/symphonic metal formata dalla cantante inglese Sarah Jezebel Deva e dai fratelli svedesi Chris Rehn e Tommy Rehn nel 2001. Nata una profonda amicizia tra i tre, questi ragazzi decisero di crearsi una band che esordì ufficialmente con la firma di un contratto discografico nel 2005 che portò alla pubblicazione del loro primo disco nel 2006.L'album God Has a Plan For Us All, contiene 2 tracce dalla demo.  Il bassista è Dave Pybus, ex Cradle of Filth e Anathema e le voci maschili di "Original Sin" sono state registrate da Aaron Stainthorpe dei My Dying Bride. Sarah Jezebel Deva ha annunciato pubblicamente che ha in programma di riunirsi con Chris per un nuovo album in 
futuro.Nel 2020 sulla pagina musicale FB ufficiale di Sarah Jezebel Deva ha dichiarato che Angtoria continuerà a scrivere musica con un nome diverso.  Sarah e Chris si sono separati da Tommy Rehn e poiché ha inventato il nome della band, non possono più usarlo.  Del resto, anche il loro sito web è stato sospeso.

## Formazione

### Formazione attuale
- Sarah Jezebel Deva - voce
- Chris Rehn - chitarra
- Tommy Rehn - chitarra
- Dave Pybus - basso
- John Henriksson - batteria

## Discografia
Album in studio
- 2006 - God Has a Plan For Us All

EP
- 2004 - Six Feet Under's Not Deep Enough